# Épreuve de l'eau amère
L’épreuve de l'eau amère est un rituel d’institution biblique pour mettre à l’épreuve une femme soupçonnée par son mari d’infidélité conjugale, sans qu’il n’y ait de preuves pour corroborer ses soupçons. En ce cas, il leur est interdit d’avoir des rapports conjugaux avant qu’il ne l’ait menée au temple avec une offrande de jalousie, où le prêtre officiant lui fait boire une eau qui prouvera sa culpabilité ou son innocence, selon qu’elle en éprouve ou non des souffrances. 
Le judaïsme dénomme cette procédure d’après la femme déviante (hébreu : סוטה sota, var. שוטה dans les écrits de Maïmonide) ou supposée telle. Les lois concernant la sota font l’objet du traité Sota de la Mishna, développé ultérieurement dans les Talmud de Babylone et de Jérusalem bien que le rite ne puisse plus se faire en l’absence de temple érigé.
Dans le Protévangile de Jacques et d'autres apocryphes chrétiens, Marie et Joseph doivent eux aussi subir l'épreuve de l'eau amère.

## L’épreuve de l'eau amère dans la Bible
Selon la Bible, YHWH parle à Moïse (Nombres 5 , ci-dessous les versets 17 à 28), lui exposant le cas d’une femme mariée déviante car infidèle à son mari sans qu’il en existe de preuves.
1. Le sacrificateur prendra de l’eau sainte dans un vase de terre ; il prendra de la poussière sur le sol du tabernacle, et la mettra dans l’eau.
2. Le sacrificateur fera tenir la femme debout devant l’Éternel ; il découvrira la tête de la femme, et lui posera sur les mains l’offrande de souvenir, l’offrande de jalousie ; le sacrificateur aura dans sa main les eaux amères qui apportent la malédiction.
3. Le sacrificateur fera jurer la femme, et lui dira : Si aucun homme n’a couché avec toi, et si, étant sous la puissance de ton mari, tu ne t’en es point détournée pour te souiller, ces eaux amères qui apportent la malédiction ne te seront point funestes.
4. Mais si, étant sous la puissance de ton mari, tu t’en es détournée et que tu te sois souillée, et si un autre homme que ton mari a couché avec toi, -
5. et le sacrificateur fera jurer la femme avec un serment d’imprécation, et lui dira : -Que l’Éternel te livre à la malédiction et à l’exécration au milieu de ton peuple, en faisant dessécher ta cuisse et enfler ton ventre,
6. et que ces eaux qui apportent la malédiction entrent dans tes entrailles pour te faire enfler le ventre et dessécher la cuisse ! Et la femme dira : Amen ! Amen !
7. Le sacrificateur écrira ces imprécations dans un livre, puis les effacera avec les eaux amères.
8. Et il fera boire à la femme les eaux amères qui apportent la malédiction, et les eaux qui apportent la malédiction entreront en elle pour produire l’amertume.
9. Le sacrificateur prendra des mains de la femme l’offrande de jalousie, il agitera l’offrande de côté et d’autre devant l’Éternel, et il l’offrira sur l’autel ;
10. le sacrificateur prendra une poignée de cette offrande comme souvenir, et il la brûlera sur l’autel. C’est après cela qu’il fera boire les eaux à la femme.
11. Quand il aura fait boire les eaux, il arrivera, si elle s’est souillée et a été infidèle à son mari, que les eaux qui apportent la malédiction entreront en elle pour produire l’amertume ; son ventre s’enflera, sa cuisse se desséchera, et cette femme sera en malédiction au milieu de son peuple.
12. Mais si la femme ne s’est point souillée et qu’elle soit pure, elle sera reconnue innocente et aura des enfants.

La Bible, Ancien et Nouveau Testament, Traduction en français de Louis Segond, 1874 - 1880, révisée en 1910

## Interprétation liée à l'avortement
Plusieurs exégètes bibliques soutiennent que le précepte divin est à appliquer si l'épouse est tombée enceinte, a priori d'un amant. Certaines interprétations font de l'administration de la potion amère un avortement forcé. Si le fœtus est expulsé, elle est déclarée coupable, sinon innocente.